# Venus (chat)
Venus, connue sous le nom de Venus the Two-Faced Cat (né en 2008 ou 2009) est un chat en écaille de tortue américain dont le visage est mi-noir et mi-roux tabby. De plus, ses yeux sont hétérochromiques, son œil droit étant vert et son œil gauche bleu. Ses comptes de médias sociaux utilisent le slogan « 0 % photoshoppé, 100 % né de cette façon ! ».

## Histoire
Venus, qui était un chat errant, a été adoptée en septembre 2009 par un couple de Caroline du Nord ayant déjà quatre autres animaux de compagnie. Elle est devenue une célébrité d'Internet à la suite d'un billet posté sur Reddit en août 2012. En décembre 2015, ses comptes ont 673 000 followers sur Instagram et près d'un million de like sur Facebook. Elle est apparue sur The Today Show en août 2012 et sur Fox & Friends en juillet 2014.
Certains vétérinaires estiment qu'il s'agit d'une chimère, mais les caractéristiques de son pelage pourraient aussi être le résultat du hasard, il pourrait aussi s'agir d'une expression inhabituelle de mosaïcisme. Elle a également des yeux de couleurs différentes : l'œil bleu du côté roux de son visage pointe le rôle du gène bicolore qui est aussi responsable de ses pattes blanches et des taches blanches sur sa poitrine. 